# Régions et peuples solidaires
Régions et Peuples Solidaires (RPS oder R&PS) ist ein französisches Bündnis von Regionalparteien. Das Bündnis wurde 1995 gegründet, nachdem bereits 1994 eine gleichnamige Liste bei der Europawahl aufgestellt wurde – die Liste erreichte 0,39 % der Stimmen.
Die RPS unterhält enge Kontakte mit der Europäischen Freien Allianz, der die meisten der Mitgliedsparteien auch angehören. Folgerichtig sitzen die Europaabgeordneten der RPS in der Fraktion Die Grünen/Europäische Freie Allianz. In der Nationalversammlung gehören die Abgeordneten der RPS häufig der Fraktion der Europe Écologie-Les Verts an.

## Mitglieder
Régions et peuples solidaires hat (Stand 1. März 2024) 13 Mitgliedsparteien und ein assoziiertes Mitglied:
| Gebiet                  | Partei                                                 | Europapartei                                                                              |
| ----------------------- | ------------------------------------------------------ | ----------------------------------------------------------------------------------------- |
| Baskenland (Frankreich) | Eusko Alkartasuna                                      | Europäische Freie Allianz (EFA)                                                           |
| Baskenland (Frankreich) | Euskal Herria Bai (EHBai)                              | -                                                                                         |
| Baskenland (Frankreich) | Parti Nationaliste Basque                              | Europäische Demokratische Partei (EDP)                                                    |
| Nordkatalonien          | OUI au Pays Catalan                                    | -                                                                                         |
| Nordkatalonien          | Unitat Catalana                                        | Europäische Freie Allianz (EFA)                                                           |
| Nordkatalonien          | Esquerra Republicana de Catalunya                      | Europäische Freie Allianz (EFA)                                                           |
| Korsika                 | Partitu di a Nazione Corsa (PNC)                       | Europäische Freie Allianz (EFA)                                                           |
| Korsika                 | Femu a Corsica (FaC)                                   | Europäische Freie Allianz (EFA)                                                           |
| Okzitanien              | Partit Occitan                                         | Europäische Freie Allianz (EFA)                                                           |
| Lothringen              | 57-Le Parti des Mosellans – Partei der Mosellothringer | -                                                                                         |
| Bretagne                | Unvaniezh Demokratel Breizh (UDB)                      | Europäische Freie Allianz (EFA)                                                           |
| Elsass                  | Unser Land                                             | Europäische Freie Allianz (EFA), Föderalistische Union Europäischer Nationalitäten (FUEN) |
| Savoyen                 | Mouvement Région Savoie (MRS)                          | Europäische Freie Allianz (EFA)                                                           |

### Assoziierte Mitglieder
- Tamazgha/Berber in Frankreich: Congrès mondial amazigh

## Wahlergebnisse
| Wahl              | Stimmen                              | %                                    | Mandate |
| ----------------- | ------------------------------------ | ------------------------------------ | ------- |
| Europawahl 2009 a | In Europe Écologie                   | In Europe Écologie                   | 1 / 74  |
| Europawahl 2014 b | 65.054                               | 0,3                                  | 0 / 74  |
| Europawahl 2019 a | In Europe Écologie-Les Verts         | In Europe Écologie-Les Verts         | 1 / 74  |
| Europawahl 2024   | In Liste Europe Territoires Écologie | In Liste Europe Territoires Écologie | 0 / 81  |